# Exarata
Exarata é um género botânico pertencente à família Bignoniaceae.

## Espécie
Exarata chocoensis

## Nome e referências
Exarata A.H.Gentry